# Anderson Cooper 360°
Anderson Cooper 360° er et amerikansk tv-nyhedsprogram sendt på CNN siden 2003, præsenteret af Anderson Cooper.